# Máy phát điện một chiều

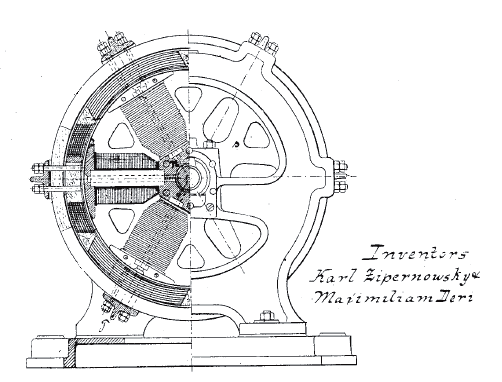
"Dynamo Electric Machine",)

Máy phát điện một chiều hay Dynamo (phiên âm là đi-na-mô) là máy phát điện tạo ra dòng điện một chiều bằng cách sử dụng hệ thống cổ góp.
Máy phát điện một chiều là máy phát điện đầu tiên có khả năng cung cấp năng lượng cho công nghiệp và là nguyên lý nền tảng cho nhiều thiết bị chuyển đổi năng lượng điện khác sau này, bao gồm: động cơ điện, máy phát điện xoay chiều và bộ chuyển đổi quay. Sau đó máy phát điện đơn giản thống trị sản xuất điện quy mô lớn, vì lý do hiệu quả, độ tin cậy và chi phí.
Tuy nhiên máy phát điện dùng cổ góp cơ khí có nhiều nhược điểm và thiếu tin cậy. Vì thế, việc tạo ra dòng điện một chiều đã được thực hiện bằng các thiết bị chỉnh lưu nguồn, như bằng đèn chỉnh lưu thủy ngân hoặc điốt bán dẫn, có hiệu suất và tính kinh tế tốt hơn. Do vậy, máy phát điện một chiều ngày nay trở thành thiết bị lỗi thời.